# Pröhle Vilmos (író)
Ifjabb Pröhle Vilmos (Nyíregyháza, 1900. március 29. – 1952) magyar író, grafikus, az idősebb Pröhle Vilmos orientalista egyetemi tanár fia.

## Életútja
A középiskolát szülővárosában végezte el (1917-ben), a debreceni egyetem történelem-bölcsészet szakos hallgatója volt. Újságírói pályán indult, majd a húszas-harmincas években Sárközújlakon lett uradalmi intéző. Versei, novellái, riportjai előbb debreceni lapokban, majd a szatmári Katholikus Életben jelentek meg, Benedek Elek Cimborájának is munkatársa volt. A Vasárnapi Ujság Kósza házak című kisregényét közölte (1924). A lapokat és saját írásait illusztrációkkal látta el.

## Művei
- Holdsugár. Versek; Hoffmann-Kronovitz Ny., Debrecen, 1917
- Perpetuum-mobile; ill. a szerző; Singer, Satu-Mare, 1930 (regény)